# Erythroxylum pacificum
Erythroxylum pacificum es una especie botánica de planta con flor en la familia de las Erythroxylaceae. 
Es endémica de Perú, donde se encuentra en el departamento de Tumbes y está amenazada por pérdida de hábitat.

## Taxonomía
Erythroxylum pacificum fue descrita por Donald Ray Simpson y publicado en Fieldiana, Botany 36(1): 7, t. 3. en 1972.